# Leirfjord
Leirfjord es un municipio en el condado de Nordland, Noruega. Forma parte del distrito tradicional de Helgeland. Tiene una población estimada, a fines de 2020, de 2,294 habitantes.
El centro administrativo del municipio es Leland. Otras localidades de Leirfjord son Bardalssjøen y Sundøy. El gran puente Helgeland se encuentra parcialmente dentro del municipio y lo conecta con Alstahaug y el pueblo de Sandnessjøen.
El municipio de Leirfjord fue fundado en 1915 cuando se lo separó del municipio de Stamnes. Inicialmente el municipio contaba con unos 2000 habitantes. En 1945, un pequeño trozo de Nesna (población: 45) se adosó a Leirfjord. En 1964, Leirfjord (población: 1900) fue juntado con el sector sur de Nesna (población: 600) y aquellas secciones de Tjøtta en la isla Alsta (población: 180) para formar el nuevo municipio de Leirfjord.

## Toponimia
El nombre del municipio deriva de Leirfjorden. El antiguo nombre del fiordo probablemente fuera Leiri, derivado del nombre del río Leira, que posee su desembocadura en el extremo del fiordo. El nombre del río proviene de la palabra leirr que significa «arcilla».